# Elin Danielson Gambogi
Elin Danielson Gambogi (Noormarkku, 3 settembre 1861 – Antignano, 31 dicembre 1919) è stata una pittrice finlandese.

## Biografia
Elin Kleopatra Danielson nacque a Noormarkku, presso la città di Pori, nella Finlandia occidentale, in una famiglia di funzionari e di militari. I suoi genitori, Karl Emil Danielson e Rosa Amalia Gestrin, avevano avuto, pertanto, un'educazione piuttosto rigida che le trasmisero. Nel 1871 la fattoria di famiglia fece fallimento e suo padre si suicidò l'anno seguente. Nonostante le difficoltà finanziarie, la madre di Elin riuscì a sostenere le spese dei suoi studi, aiutata dal fratello Mauritz. Questi continuò, in seguito, a sostenere economicamente la nipote quando ella, all'età di quindici anni, si iscrisse alla scuola di disegno dell'Accademia di belle arti di Helsinki. Elin studiò quindi il disegno, la prospettiva, la pittura paesaggistica e la pittura su porcellana.
Uscita dalla scuola dell'Accademia, continuò a studiare presso l'atelier privato del pittore Adolf von Becker e nel 1880 ottenne il diploma di insegnante. Nello stesso anno fece la sua prima mostra e aprì un suo piccolo atelier a Noormarkku.
Nonostante questi primi risultati positivi, Elin non si sentì ancora pronta ad intraprendere una carriera professionale di artista. Si dedicò, pertanto, all'insegnamento in diverse scuole finlandesi e ad ulteriori studi sino al 1883, anno in cui vinse una borsa di studio per recarsi a Parigi. Trasferitasi quindi nella Ville Lumière, vi trascorse la maggior parte degli anni 1880, studiando presso l'Académie Colarossi e in altre Scuole d'arte private. Fra i suoi maestri vi furono Gustave Courtois e Louis-Joseph-Raphaël Collin, come anche Auguste Rodin, presso il cui atelier ella apprese le nozioni di base della scultura.

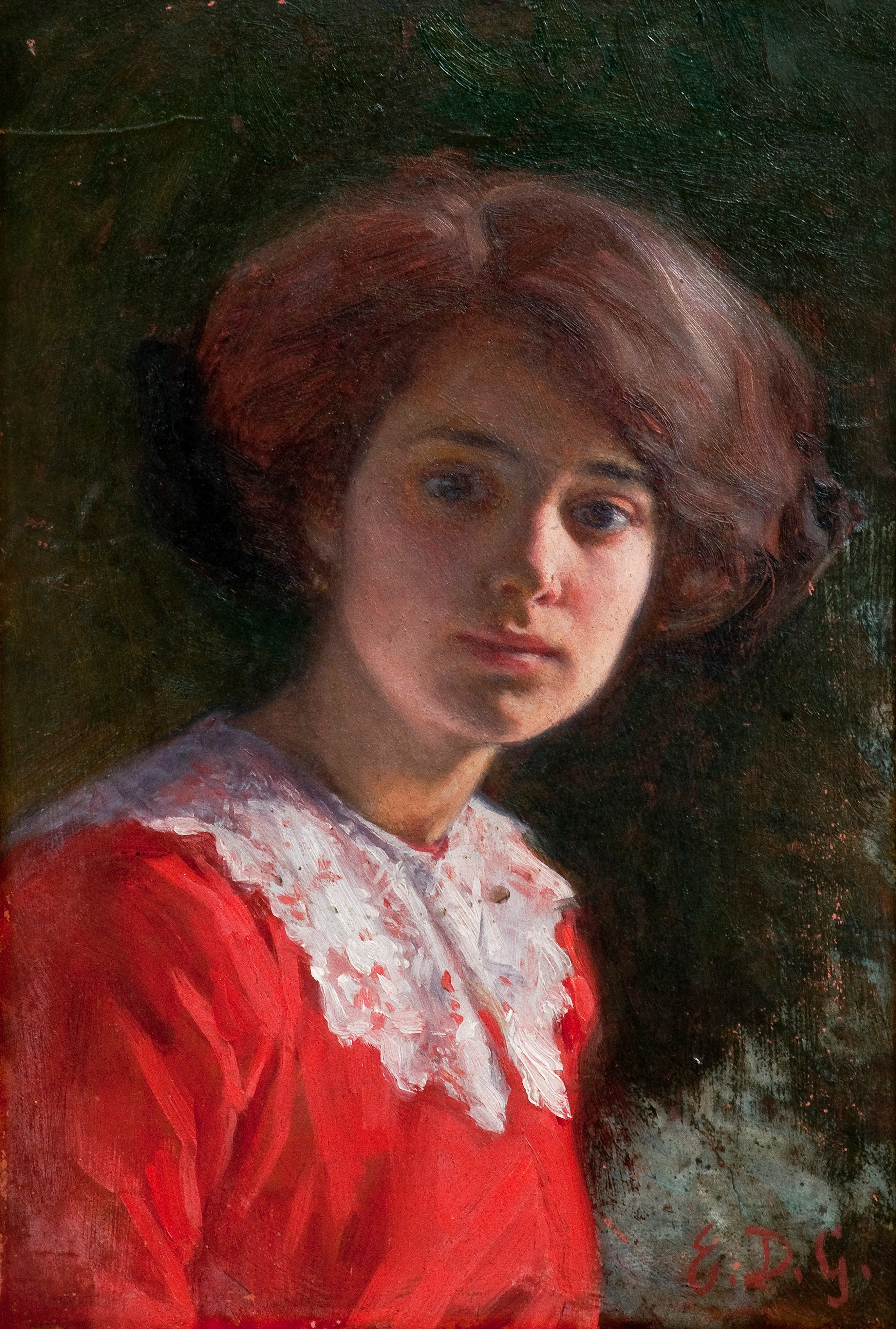
Ritratto di ragazza, n.d.

### Gli inizi
Durante questi anni di studio in Francia, Elin passava spesso l'estate in Bretagna, al pari di tanti altri pittori che lavoravano o studiavano a Parigi. La bellezza dei luoghi la induceva a dipingere paesaggi e l'influenza del movimento naturalista e della concezione realista, in particolare delle opere di Jules Bastien-Lepage, rese la sua tavolozza assai più luminosa e variegata. Terminati i suoi studi parigini Elin rientrò in patria, dove visse fra Helsinki e Noormarkku. Si aggregò quindi alla "Colonia di Önningeby", una cerchia di pittori finlandesi e svedesi che solevano radunarsi nell'arcipelago di Åland e che era stata fondata e condotta da Victor Westerholm. Il grande pittore finlandese le fu molto amico ed ella restò in contatto con lui per tutta la vita. 
Negli anni che seguirono Elin Danielson visse fra la Finlandia e Parigi, arricchendo la sua esperienza e le sue conoscenze. Dal 1887 partecipò a diverse mostre in Finlandia, dove si fece notare per i suoi ritratti di donne, riprese in situazioni del tutto banali, domestiche, a volte moderatamente intime, che però esaltavano la figura femminile. Queste tele vennero invece giudicate volgari e indecenti. Elin, allora, maturò sempre di più una posizione assai critica nei riguardi della condizione della donna nella società, ed ella stessa finì per condurre una vita anticonformista, intrattenendo anche relazioni sentimentali con diversi artisti, fra i quali lo scultore norvegese Gustav Vigeland.

### L'Italia
Nel 1895 Elin Danielson beneficiò di una borsa di studio per un soggiorno in Italia e si recò a Firenze, restandovi per quattro mesi. Innamoratasi dell'Italia, decise di trasferirvisi. Dovette però tornare per un anno in Finlandia, dove realizzò una pala d'altare per la chiesa di Kimito. Poi lasciò la sua terra, e si stabilì definitivamente in Italia, in un primo tempo a Firenze, poi a Torre del Lago e infine ad Antignano, un borgo a sud di Livorno, oggi divenuto un quartiere della città.
Nel 1897 conobbe il pittore italiano Raffaello Gambogi, di 13 anni più giovane di lei, che sposò l'anno seguente. Ma la vita in Toscana e la condizione matrimoniale definirono un ambiente e un tipo di vita totalmente nuovi per lei, sì da determinare un profondo cambiamento nel suo stile di pittura, come anche in quello del marito, poiché essi si influenzarono reciprocamente. I due coniugi parteciparono a numerose esposizioni a Milano, Firenze, Parigi e in Finlandia. Fu anche presente con una tela all'Expo di Parigi del 1900. Col passare del tempo, Elin conobbe finalmente il successo: fra i vari riconoscimenti ella ricevette un premio dalla Città di Firenze e il re Umberto I acquistò una sua tela. 
A questi successi professionali, però, si affiancarono problemi e turbamenti privati. Gambogi si lasciò coinvolgere in una relazione con la pittrice Dora Wahlroos e, cosa più grave, cominciò a manifestare segni di psicopatia e di squilibrio mentale. Così, gli ultimi anni della vita di Elin Danielson furono segnati da pesanti difficoltà finanziarie e da intime amarezze. Nel 1914 lo scoppio della prima guerra mondiale rese quasi impossibile vendere le sue opere e le impedì di tornare nel suo paese natale. L'indigenza e la tristezza invasero la sua vita. Nel 1919, quando aveva solo 58 anni, contrasse una polmonite che non le lasciò scampo: l'ultimo giorno di quello stesso anno Elin Danielson si spense. Fu sepolta a Livorno. 

## Alcune opere

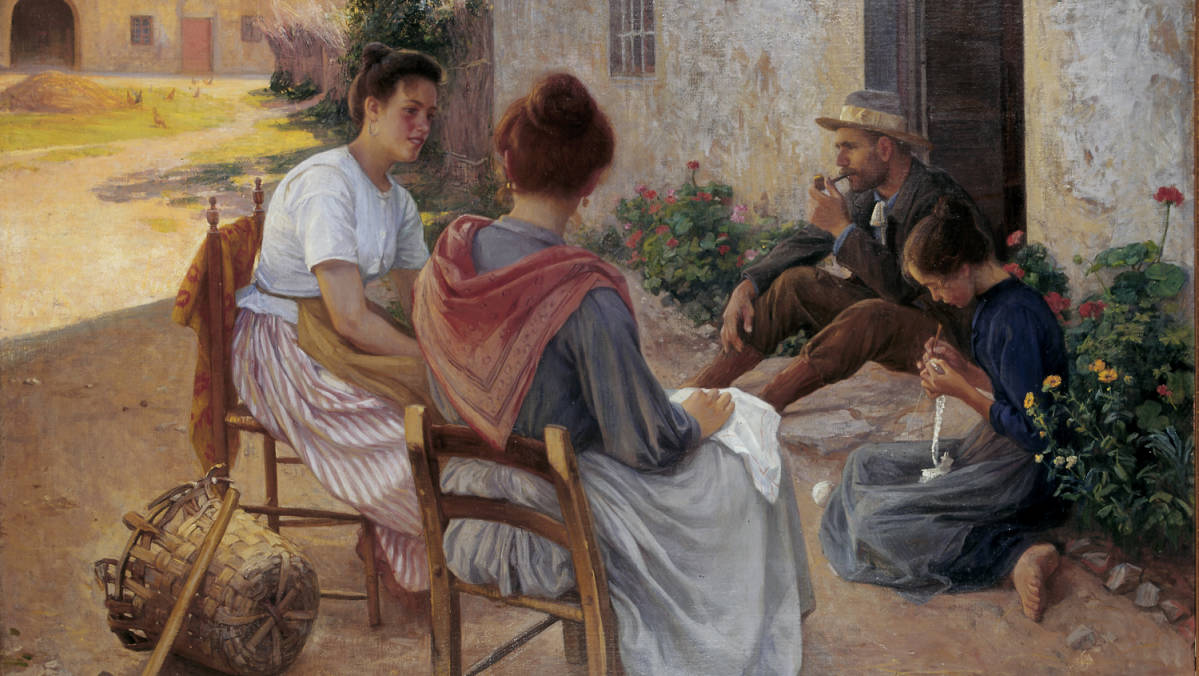
Famiglia italiana, 1900

- 1885 : Nuori äiti (Bretagnelaistyttö)
- 1886 : Balda-tädin ajanviete
- 1887 : Talvikalastus
- 1888 : Hilma Westerholmin muotokuva
- 1888 : Pala d'altare della chiesa di Ahlainen
- 1890 : Päättynyt aamiainen
- 1891 : Äidin huoli
- 1892 : Tyttö ja kissat
- 1893 : Äiti
- 1897 : Pala d'altare della chiesa di Kimito
- 1899 : Pala d'altare della chiesa di Noormarkku (distrutta in un incendio nel 1918)
- 1900 : Italialainen perhe
- 1900 : Iltahetki
- 1900 : Poutapäivä
- 1900 : Omakuva
- 1903 : Punapukuinen omakuva
- 1904 : La Merenda

## Riconoscimenti
- L'isola di Åland ha emesso una serie di francobolli su cui è riprodotta un'opera di Elin Danielson Gambogi.
- Premio della Città di Firenze.
- Acquisto di una tela da parte del re Umberto I.

## Galleria d'immagini

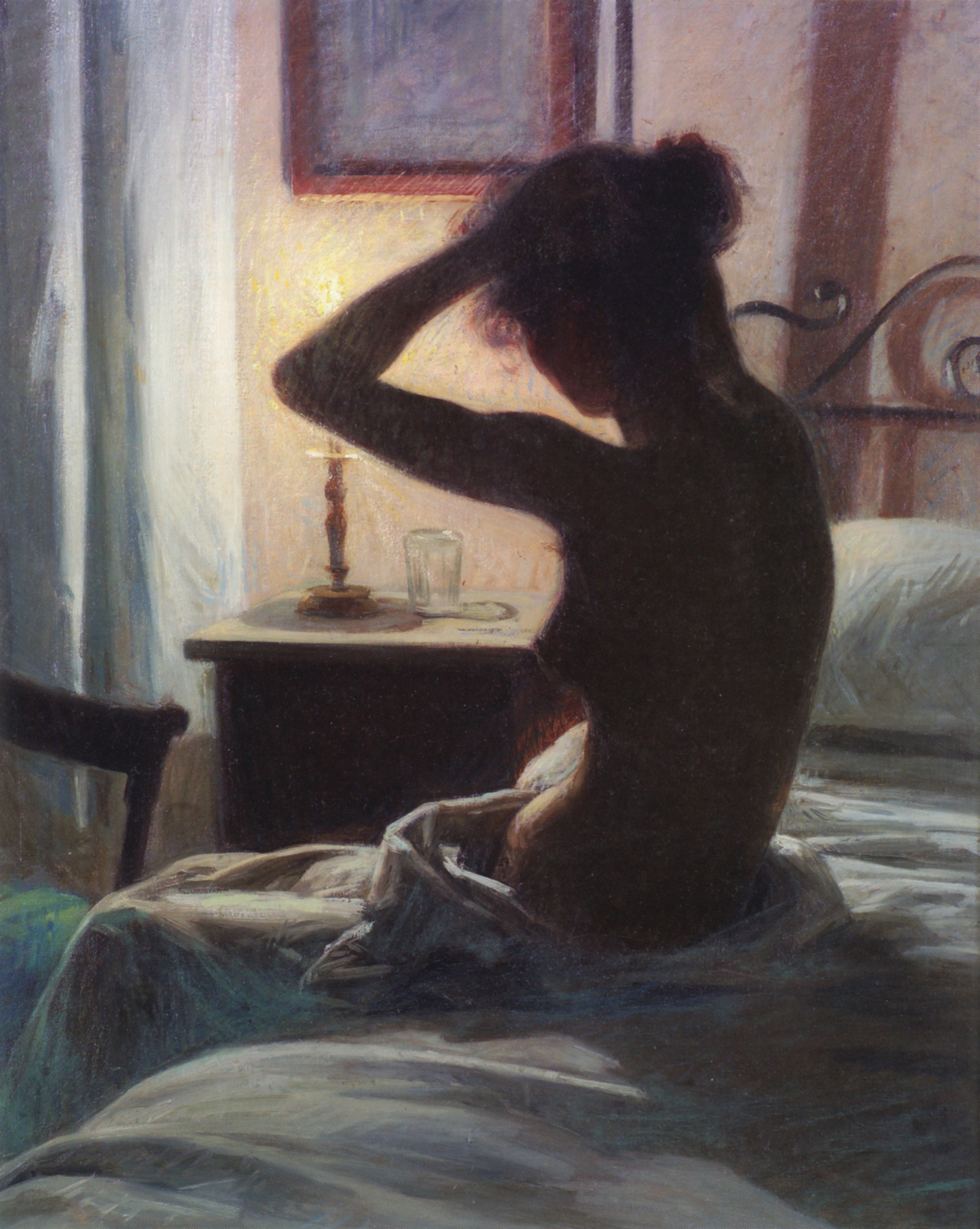
A letto, 1897
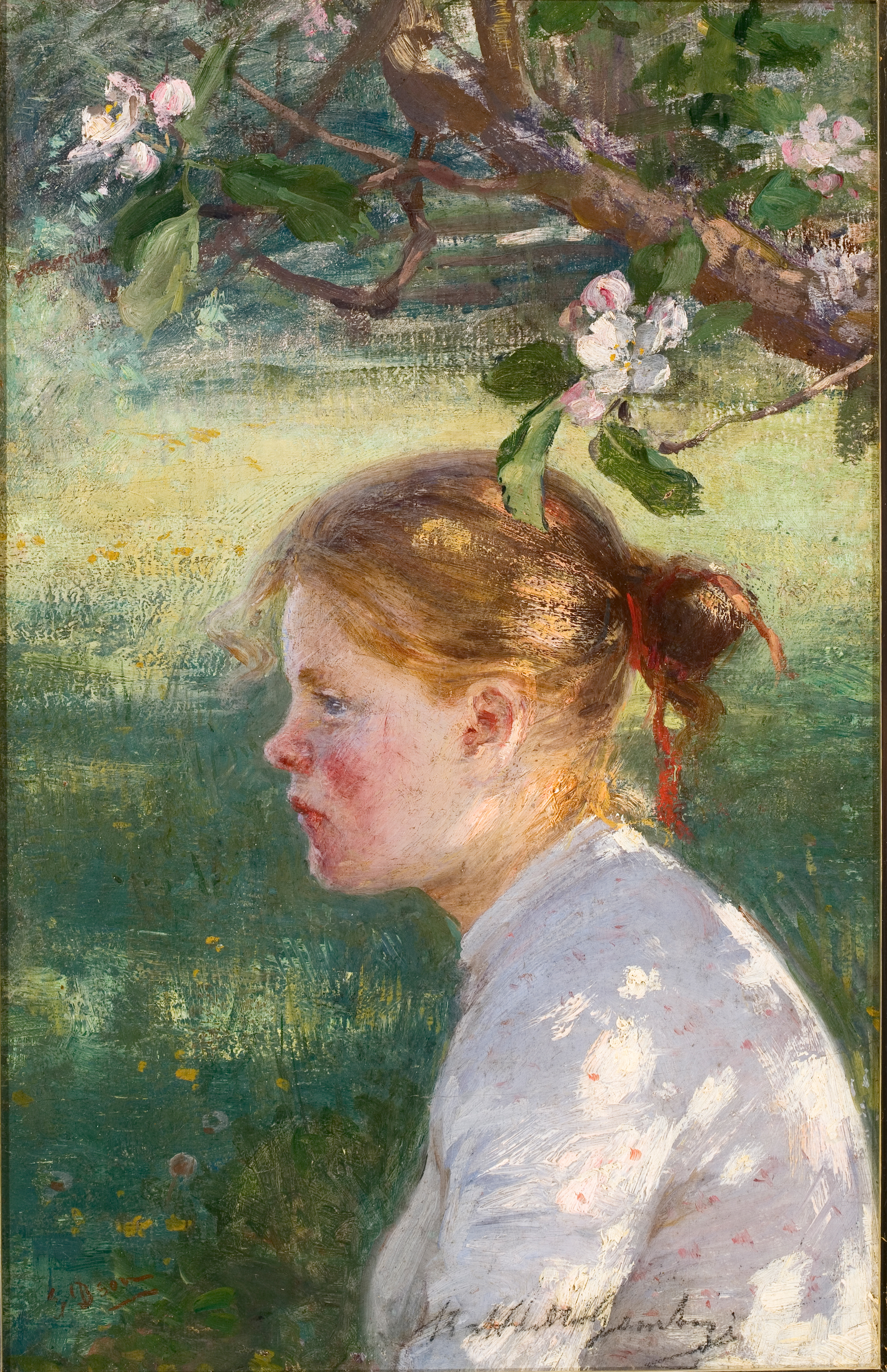
Sotto il melo, 1898
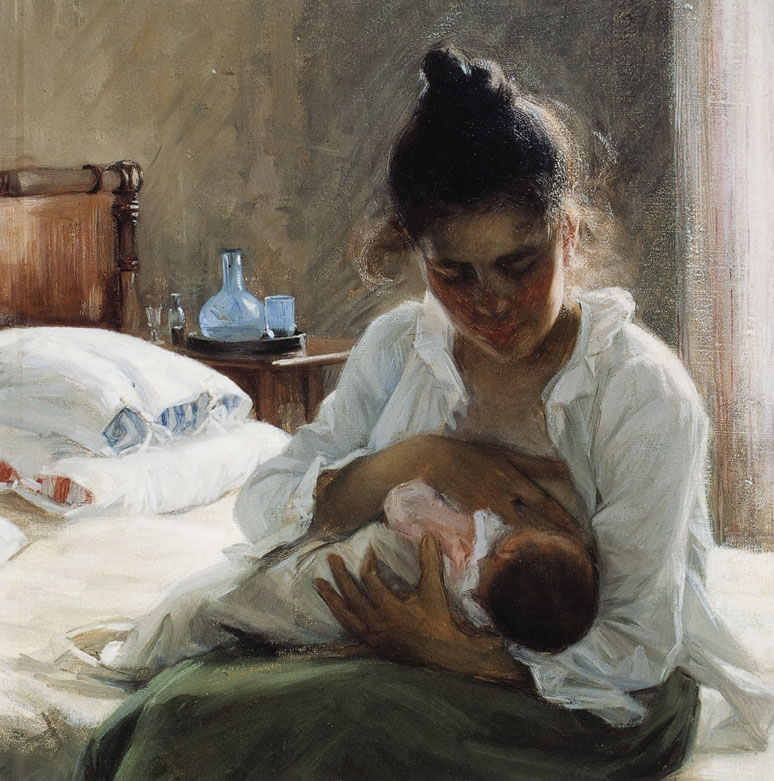
Una madre, 1893
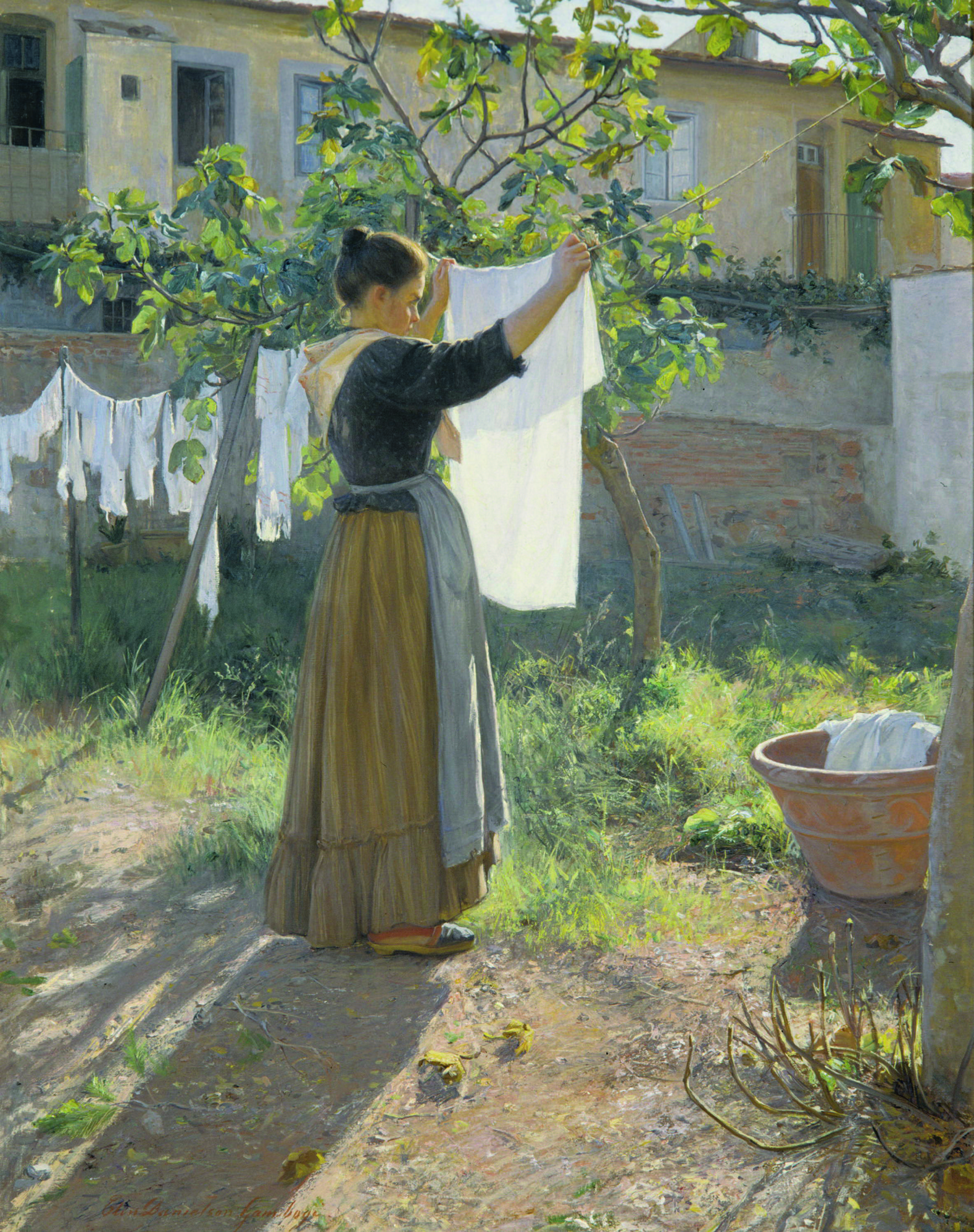
Stendere al sole, 1900
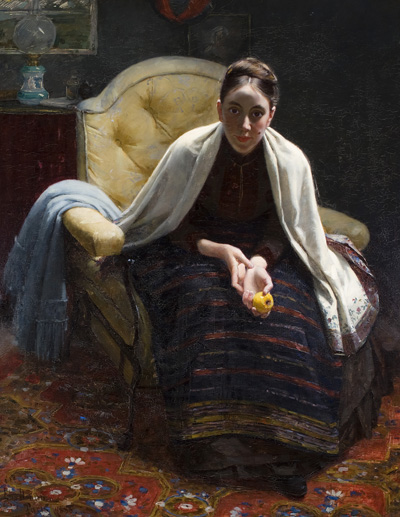
Ritratto di Hilda Westerholm, 1888
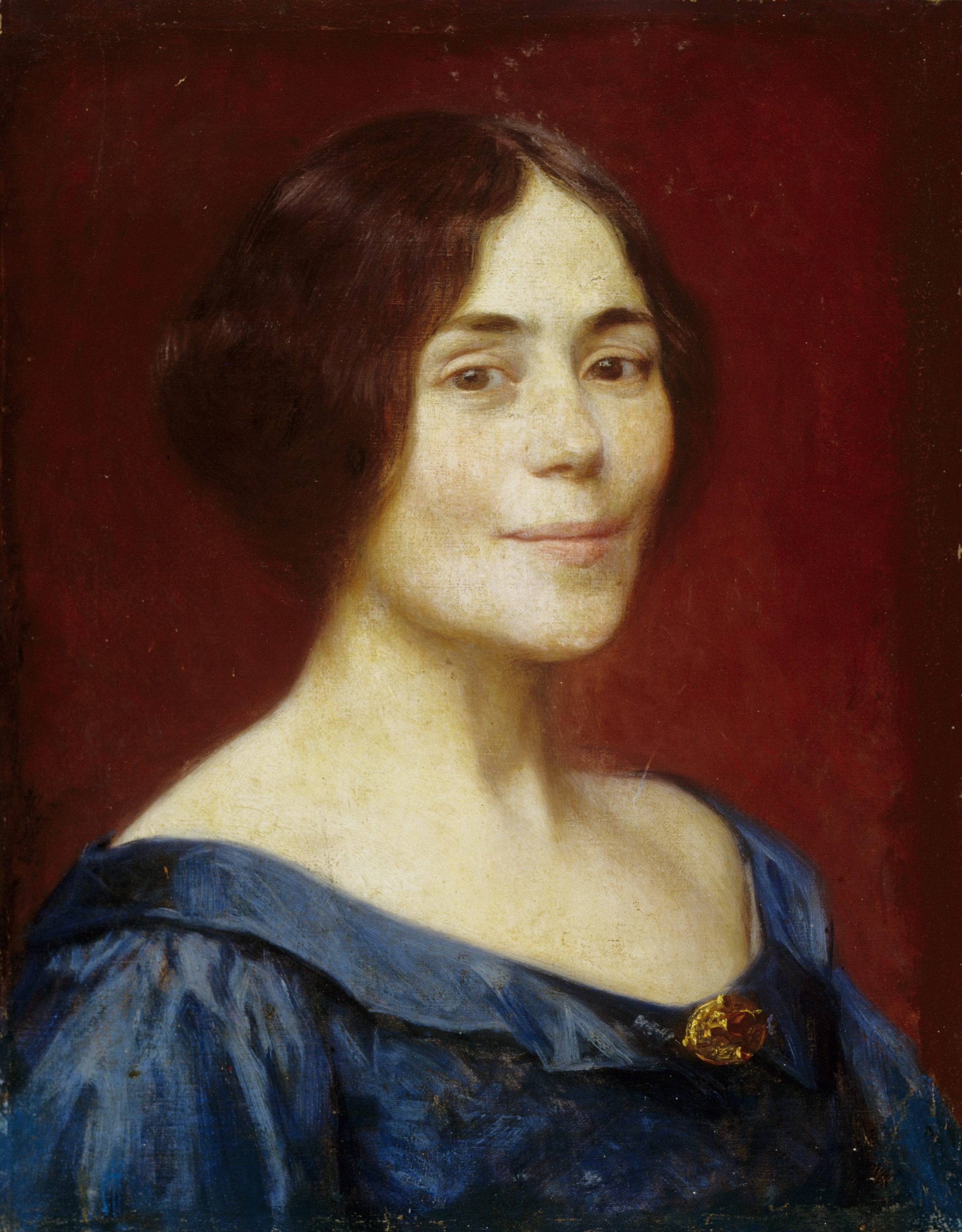
Autoritratto, 1899

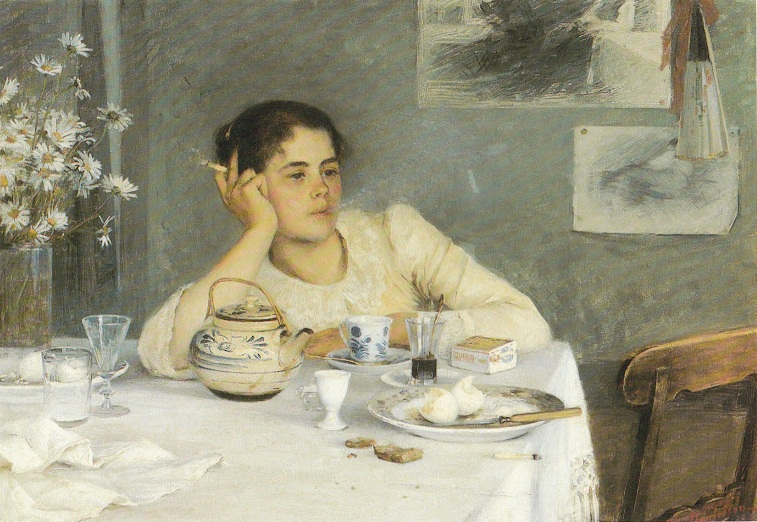
La sigaretta dopo colazione, 1890
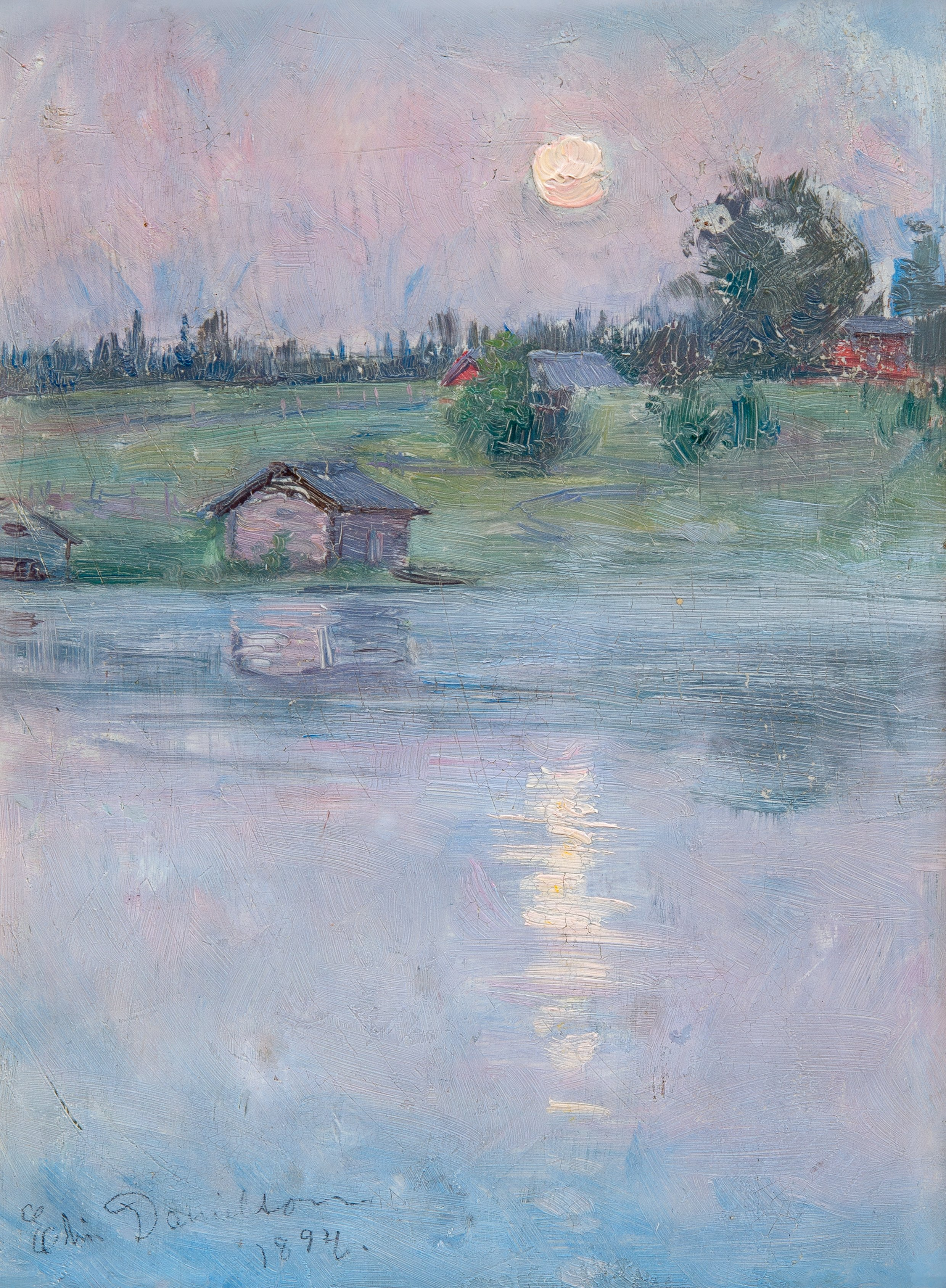
Notte estiva, 1894
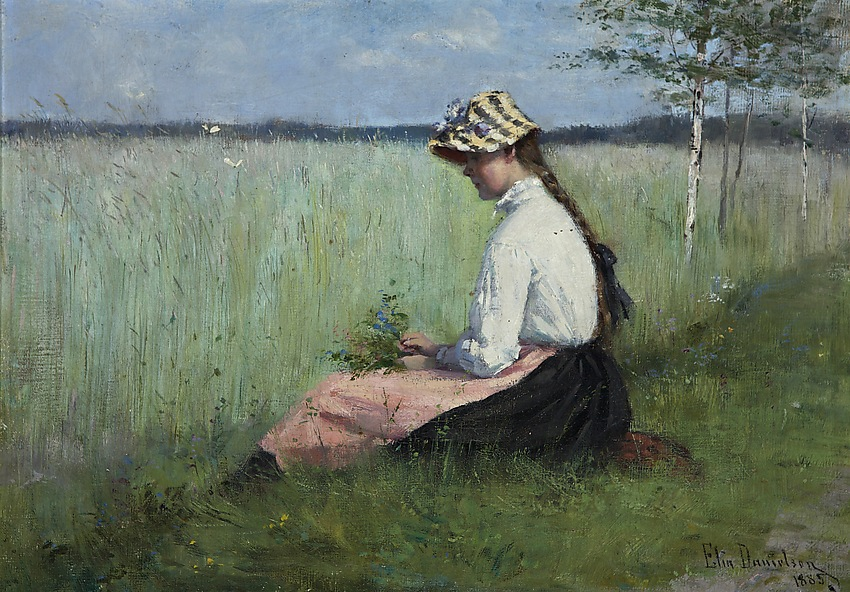
Ragazza nei campi, 1885
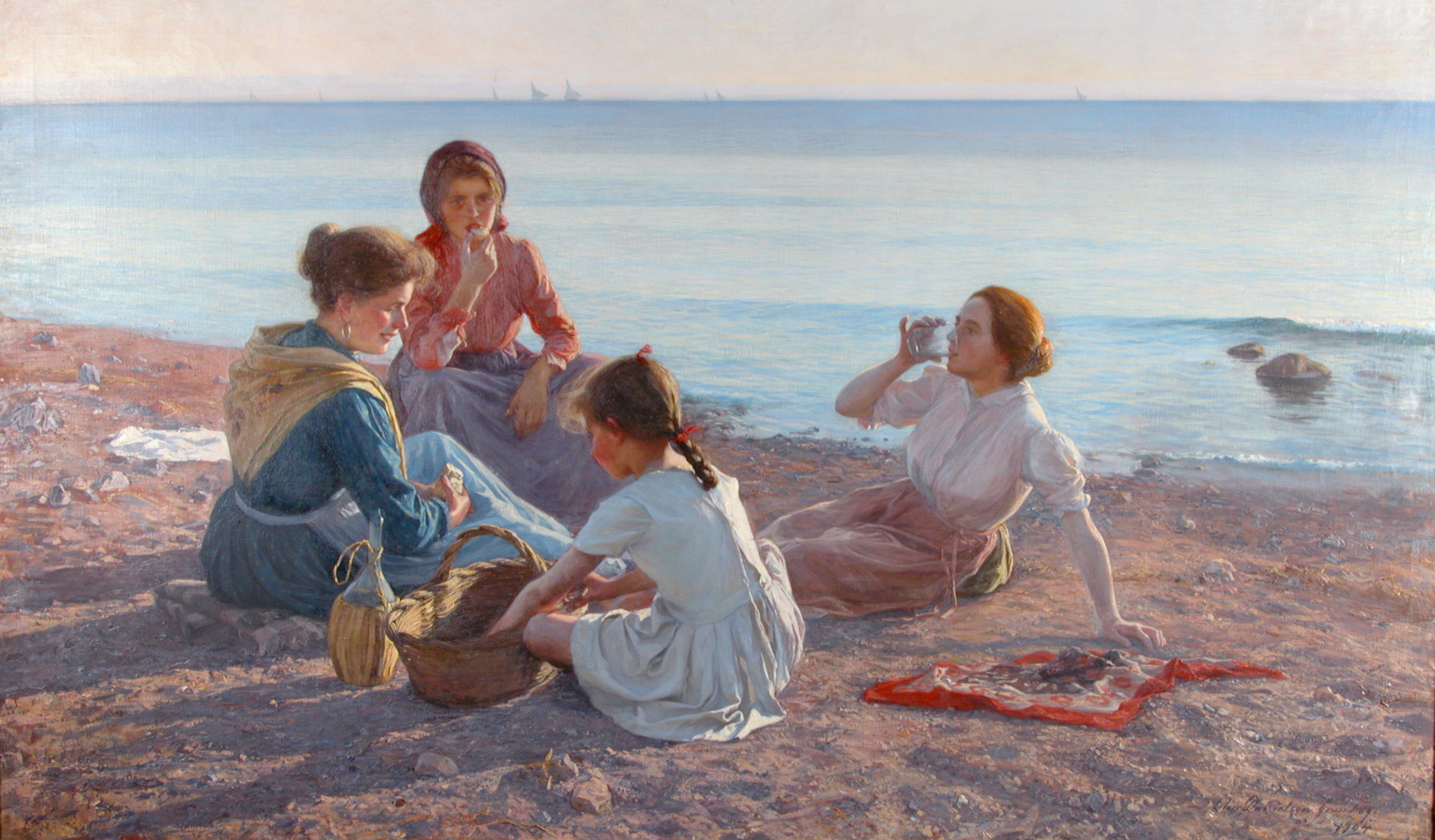
La merenda, 1904